# Orhan Şaik Gökyay
Orhan Şaik Gökyay (n. 16 iulie 1902, İnebolu⁠(d), vilayetul Kastamonu⁠(d), Imperiul Otoman – d. 2 decembrie 1994) a fost un istoric al literaturii, lingvist, poet și profesor din Imperiul Otoman și Republica Turcia.
Printre lucrările sale reprezentative se numără și comentarii ale lucrărilor istoriografice otomane, precum cele ale lui Hagi Kalfa.